# Torreón Victoria
El torreón Victoria es una edificación construida en 1925, que se encuentra ubicada en el sector Tupahue del parque Metropolitano de Santiago. Fue construida con piedras de las canteras del cerro San Cristóbal, e inaugurado por el presidente Arturo Alessandri y por el intendente de Santiago Alberto Mackenna. Fue bautizado en honor a la esposa del intendente.
Desde 1929 funcionó como un observatorio astronómico, con un telescopio ecuatorial Mailhat, y luego como una estación meteorológica, que entregaba información climática que publicaba El Mercurio, La Nación, El Diario Ilustrado, entre otros. En los años 1940 fue utilizado como un bar lácteo, de distracción y esparcimiento sin venta de alcohol. En los años 1950 pasó a ser una fuente de soda y un puesto de ventas de artesanía.
Los terremotos de 1985 y 2010 destruyeron la torre del edificio. En 2012 fue reconstruido y habilitado como centro de eventos.